# Milena Jesenská
Milena Jesenská (Praag, 10 augustus 1896 - Ravensbrück, 17 mei 1944) was een Tsjechisch journaliste, schrijfster en vertaalster. Ze is vooral bekend door het boek Brieven aan Milena van de Boheemse schrijver Franz Kafka.

## Jeugd en loopbaan
Jesenská werd in 1896 geboren in Praag, Oostenrijk-Hongarije (thans Tsjechië). Haar autocratische vader Jan was tandarts en kaakchirurg, en professor aan de Karelsuniversiteit in Praag. Haar moeder Milena Hejzlarová overleed aan bloedarmoede toen Jesenská dertien jaar was. Het gezin woonde in een art-nouveau-appartement aan het Wenceslasplein.
Jesenská studeerde aan Minerva, het eerste academische gymnasium voor meisjes in het Oostenrijks-Hongaarse Rijk. Hierna schreef ze zich in aan het Praags conservatorium en, op aandringen van haar vader, voor de studie medicijnen. Ze stopte echter na het tweede semester met beide studies.
In 1918 trouwde Jesenská met de joodse literatuurcriticus Ernst Pollak. Haar antisemitische vader was tegen het huwelijk, maar stemde op één voorwaarde in: dat het echtpaar in Wenen zou gaan wonen. Daar aangekomen bleek Pollak een plaatselijke minnares te hebben. Daarnaast bleken zijn inkomsten onvoldoende te zijn om van te leven. Door de door oorlog verscheurde economie leefde Jesenská in armoede. Om in haar levensonderhoud te kunnen voorzien, besloot ze - naast haar werk als journaliste - te gaan vertalen.
In 1919 ontdekte ze een kort verhaal van de schrijver Franz Kafka. Per brief vroeg Jesenská hem om toestemming; ze wilde een aantal van zijn verhalen in het Tsjechisch vertalen. Pas in april in het daaropvolgende jaar reageerde Kafka, waarmee een briefwisseling begon. Diezelfde maand verscheen Jesenská’s eerste Kafka-vertaling, van het verhaal 'Der Heizer', in het Praagse tijdschrift Kmen. Terwijl Jesenská getrouwd was en in Wenen woonde, ontmoette ze Kafka voor het eerst in het Praagse café Arco. De gepassioneerde briefwisseling ging door en de twee ontmoetten elkaar nog enkele keren. Samen brachten ze vier dagen door in Wenen en een dag in Gmünd. Uiteindelijk verbrak Kafka hun platonische relatie, omdat Jesenská - ondanks haar slechte huwelijk met Pollak - niet bereid was om bij Kafka in te trekken. Ze bleven elkaar echter zo nu en dan schrijven; de laatst bewaarde brief dateerde van eind december 1923, een half jaar voor Kafka's overlijden. De brieven die Kafka aan Jesenská schreef werden gebundeld en in 1952 uitgegeven onder de titel Briefe an Milena. Haar brieven aan hem zijn echter verloren gegaan.
Na Kafka's overlijden keerde Jesenská alsnog terug naar Praag, waar haar journalistieke loopbaan in een stroomversnelling raakte. Ze was inmiddels gescheiden van Pollak en trouwde opnieuw, deze keer met architect Jaromír Krejcar. Met hem kreeg ze een dochter, Jana. Tijdens haar zwangerschap maakte Jesenská een ongelukkige val, waardoor ze voor de rest van haar leven met een stijf been liep. In oktober 1934 scheidde Jesenská van Krejcar, omdat hij wilde trouwen met een Letse tolk die hij tijdens zijn bezoek aan de Sovjet-Unie had ontmoet.

## Laatste jaren en overlijden
Door haar tweede echtgenoot raakte Jesenská geïnteresseerd in het communisme en werd ze in 1930 lid van de Communistische Partij, een besluit dat ze later - toen ze zich bewust werd van de excessen van het stalinisme - zou betreuren. In 1938 en 1939 schreef ze verschillende artikelen over de opkomst van de nazi's in Duitsland en de mogelijke gevolgen die dit zou hebben voor Tsjecho-Slowakije. Na de bezetting van haar land sloot Jesenská zich aan bij een ondergrondse verzetsbeweging en hielp veel joodse en politieke vluchtelingen te emigreren. Zelf besloot ze echter te blijven. In 1939 werd Jesenská door de Gestapo opgepakt. Eerst werd ze in Pankrác in Praag opgesloten, later in Dresden. In oktober 1940 werd Jesenská gedeporteerd naar Ravensbrück. Tot aan haar dood in mei 1944 verbleef ze in dit vrouwenkamp. Ze raakte er bevriend met Margarete Buber-Neumann, die het kamp overleefde en de eerste biografie over Jesenská schreef.
Net als andere gevangenen werd Jesenská getatoeëerd. Haar identiteitsnummer in het kamp was nummer 4714.
Vanuit het kamp schreef Jesenská nog enkele brieven, onder meer aan haar vader gericht. Haar laatste brief dateerde van 13 september 1943. Jesenská overleed op 47-jarige leeftijd aan nierfalen, na een transfusie met besmet bloed.

## Bloemlezingen
- Cesta k jednoduchosti (De weg naar de eenvoud), Praag,1926
- Člověk dělá šaty (Een man maakt een jurk), Praag, 1927